# ウグルチン
座標: 北緯43度6分 東経24度25分 / 北緯43.100度 東経24.417度

ウグルチン
Угърчинウグルチン ブルガリア内のウグルチンの位置

ウグルチン（ブルガリア語: Угърчѝн、Ugarchin）はブルガリア北西部の町、およびそれを中心とした基礎自治体。ロヴェチ州に属する。ロヴェチから東に35キロメートルに位置している。カメニツァ川（Каменица / Kamenitsa）が町の中を流れている。ウガルチンとも表記される。

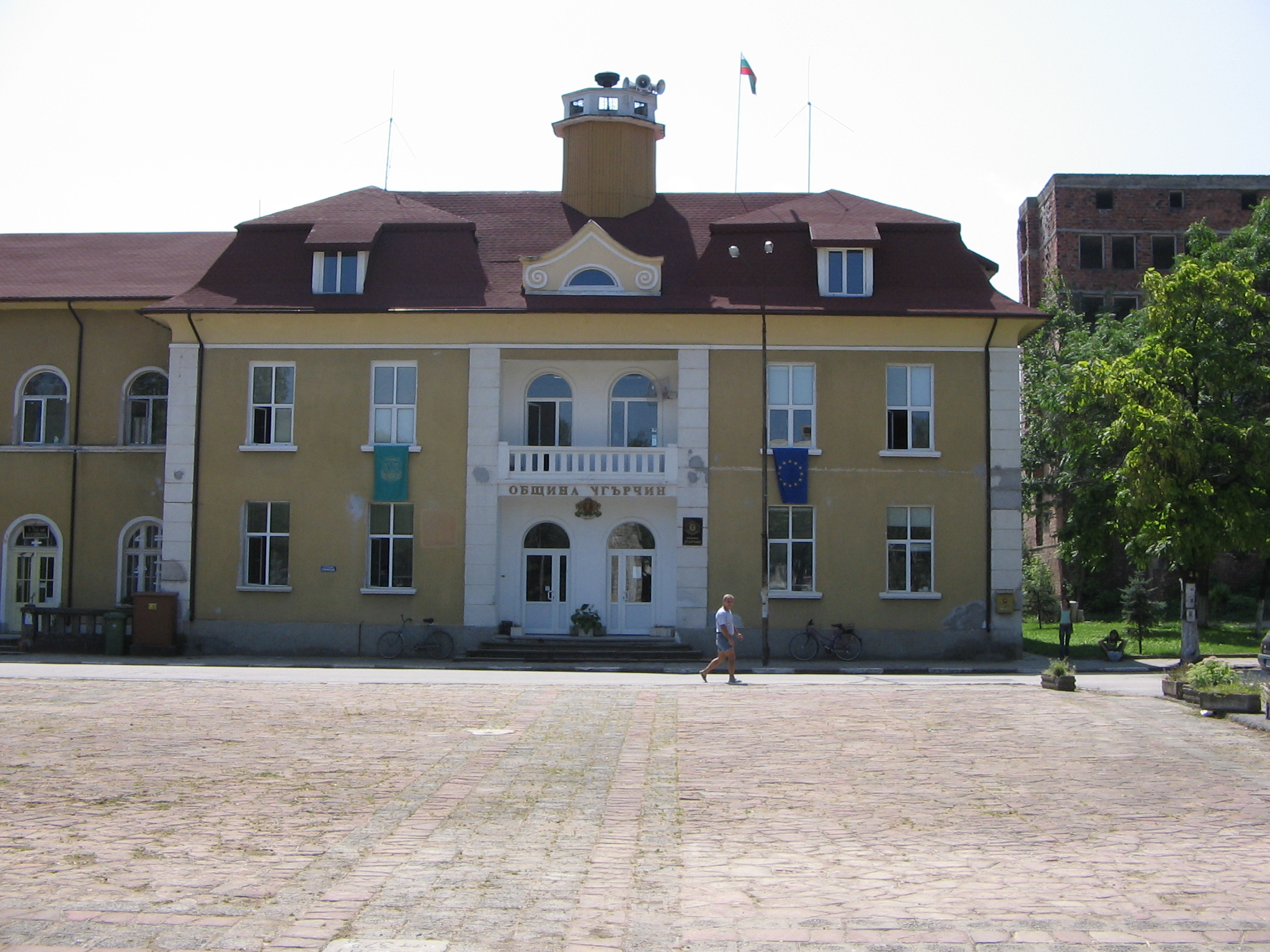
ウグルチン市役所

ウグルチンはバルカン山脈の北のふもとにある。カメニツァ川の支流にはレペトゥラ（Лепетура / Lepetura）、スヴェタ（Света / Sveta）、グレシキ・ドル（Грешки дол / Greshki Dol）などがある。ウグルチンは複数の丘に囲まれた盆地の中にある。南にはイヴァン・デャル丘（Иван дял / Ivan dyal）、東にはヴィソカタ・モギラ丘（Високата могила (Чукара) / Visokata Mogila (Chukara)）、北にはベリ・カムク丘（Бели камък / Beli Kamak）、スレドノ・ブルド丘（Средно бърдо / Sredno Bardo）、ザビティ・カムク丘（Забити камък / Zabiti Kamak）、そして西にはゴリ・ルト丘（Голи рът / Goli Rat）およびチュカタ丘（Чуката / Chukata）がある。
ウグルチンの町の公式の祝日は毎年3月22日および、伝統的な秋祭りの日である9月22日である。ブルガリア大統領のゲオルギ・パルヴァノフは2006年の3月22日に恒例のサッカー・トーナメントのためにウグルチンを訪れた。

## ウグルチンにちなむもの
南極大陸のサウス・シェトランド諸島、ロバート島（Robert Island）にあるウグルチン岬（Ugarchin Point）は、ウグルチンにちなんで命名された。

## 町村
ウグルチン基礎自治体（Община Угърчин）には、その中心であるウグルチンをはじめ、以下の町村（集落）が存在している。
- Голец
- Драгана
- Каленик
- Катунец
- Кирчево
- Лесидрен

- Микре
- Орляне
- Славщица
- Сопот
- Угърчин